# Dingoula
Dingoula est une localité du Cameroun située dans l'arrondissement de Gazawa, le département du Diamaré et la région de l’Extrême-Nord. Elle fait partie du canton de Gazawa rural.

## Population
La localité comprend deux villages : Dingoula Guiziga et Dingoula Foulbé. En 1956, Dingoula Guiziga avait 30 habitants et Dingoula Foulbé 26 habitants. 
Le troisième recensement général de la population et de l’habitat du Cameroun de 2005 dénombre 132 habitants à Dingoula Guiziga et 64 habitants à Dingoula Foulbé.